# 141 PLM 1001 à 1012

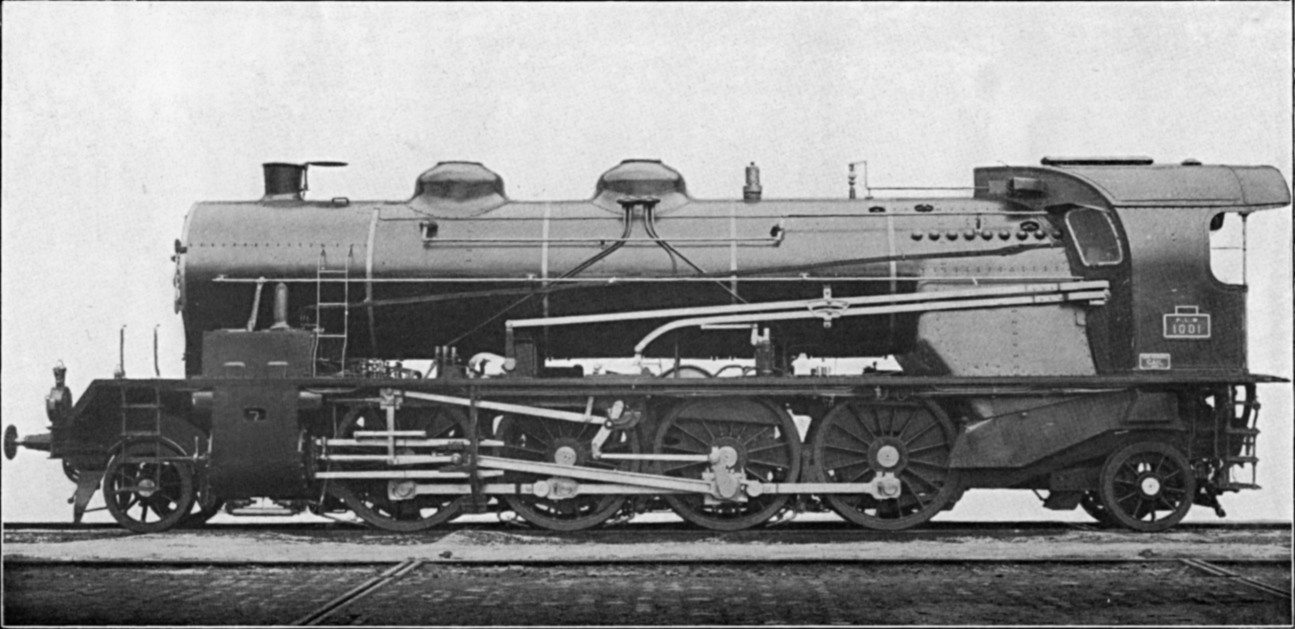
Locomotive 141 PLM 1001, type de 1914

Les 141 PLM 1001 à 1012 sont des locomotives à vapeur du type Mikado construites pour la Compagnie du chemin de fer Paris-Lyon-Méditerranée en 1914 par la Société Française de Constructions Mécaniques située à Denain. Ce furent les premières Mikados françaises.

## Genèse
Ces locomotives sont nées du désir de la Compagnie du chemin de fer Paris-Lyon-Méditerranée de disposer de machines pouvant tracter une plus grande charge et à une plus grande vitesse que les Consolidation et les Ten Wheels jusqu'alors employées en attendant la venue en nombre des Pacific de la série 6100, une série sur laquelle elles sont basées.

## Description
Ces machines disposaient d'un moteur à quatre cylindres compound du type « Du Bousquet De Glehn », avec les cylindres HP disposés à l'intérieur et les cylindres BP à l'extérieur. La distribution était du type « Walschaerts » mais avec une disposition de type « Baudry »; les cylindres haute pression attaquant le second essieu et les cylindres basse pression attaquant le troisième essieu. La chaudière est la même que celle équipant les Pacific de la série 6100. Le foyer était un foyer de type « Crampton ». Les bissels avaient un déplacement latéral de + ou - ?? mm et avaient une suspension de type : ressorts hélicoïdaux sur le bissel arrière et à lames sur le bissel avant. Il avait été pratiqué un amincissement des boudins des roues des 2e et 3e essieux pour permettre la négociation des courbes serrées. L'échappement était de type « Nord » à cône mobile.

## Utilisation et Services
Fierté de la Compagnie, la 1012, dernière de la série, fut présentée à l'Exposition Internationale de Lyon de 1914, ce qui est assez rare.
Comme chaque série de machines que lançait le PLM elles furent affectées à leur sortie sur la ligne impériale avec comme dépôts : Laroche et Dijon. Si une aussi petite série se retrouve ainsi éclatée entre deux dépôts c'est pour pouvoir se passer des Ten Wheels complètement dépassées avant l'arrivée des Pacific.
De fait, les Mikado furent affectées à la traction d'express et autres rapides jusqu'en 1922. À partir de cette date elles furent mutées au dépôt de Badan avec pour corollaire la traction de trains de messagerie. C'est à ce même dépôt qu'elles reçoivent la nouvelle immatriculation, en
1925 : 141 A 1 à 12.
En 1932, à la suite de l'arrivée des 141 C 1 à 680, elles sont mutées au dépôt d’Ambérieu-en-Bugey et là, elles ne sont plus qu'affectées à la traction de trains de marchandises, rôle qu'elles ne quitteront plus.
Elles devinrent les 5-141 A 1 à 12 en 1938, à la création de la SNCF.
En juin 1940 et à la suite du début de la Seconde Guerre mondiale, elles sont de nouveau mutées mais vers Nîmes alors en zone libre. À la libération, en automne 1944 elles sont mutées vers Vénissieux et Avignon avant de partir pour Le Teil dès le début de 1945.
C'est dans ce dépôt qu'elles connaissent la déchéance avec un service de plus en plus rare et orienté vers les trains de travaux et les dessertes locales. La venue des 141 R en 1946 les condamna définitivement et elles furent radiées le 30 décembre 1950 après une période de garage commencée en 1947.

## Tenders
C'était des locomotives à tender séparé et qui furent les mêmes tout au long de leur carrière. Ils étaient montés sur 3 essieux et contenaient 23 m3 d'eau et 8 t de charbon. Ils étaient immatriculés : ?? à ?? puis en 1925 ils devinrent les : 23 A ?? à ??, immatriculation qu'ils garderont même après 1938.

## Caractéristiques
- Pression de la chaudière : 16 bar (1,6 MPa)
- Diamètre des cylindres HP : 510 mm
- Diamètre des cylindres BP : 720 mm
- Diamètre des roues du bissel avant : 1 000 mm
- Diamètre des roues motrices : 1 650 mm
- Diamètre des roues du bissel arrière : 1 000 mm
- Masse en ordre de marche : 93,3 t
- Masse adhérente : 70 t
- Longueur hors tout : 13,805 m
- Masse du tender en ordre de marche : 84 t
- Longueur totale : ?? m
- Masse totale : ?? t
- Vitesse maxi en service : 95 km/h